# Herzogtum Ferrara

Wappen des Herzogtums Ferrara von 1471

Italien im Jahr 1494

Das Herzogtum Ferrara ist ein ehemaliges Herzogtum der italienischen Herrscherfamilie Este, mit Sitz in Ferrara, Nordostitalien. Es bestand von 1264 bis 1597.

## Geschichte
Das Herzogtum Ferrara entwickelte sich am Po an der Stelle, wo sich der Po di Primaro vom Po di Volano abzweigt. Es ist nicht mehr möglich, einen ursprünglichen Stadtkern für Ferrara zu bestimmen, es gibt nämlich zwei Stellen ohne einen plausiblen logischen Zusammenhang, die beide zur Entwicklung der Stadt beigetragen haben. Der erste Stadtkern liegt am Zusammenfluss der beiden Flussarme, mit der Kathedrale von Ferrara, dem neuen Bischofssitz nach dem Verfall von Voghenza; der zweite Stadtkern war das Byzantinische „castrum“ im Stadtteil San Pietro am nördlichen Ufer, wo sich eine befestigte Siedlung zum Schutz der Grenze befand. Von den Langobarden kam das Herzogtum unter die Kontrolle der römischen Kirche und wurde 986 von Papst Johannes XV. an Theobald von Canossa vergeben.
Die günstige geographische Lage der Stadt an einem bedeutenden Fluss – ein natürlicher Verkehrsknotenpunkt in Oberitalien zwischen Adria, Poebene und Romagna mit entsprechender strategischer und wirtschaftlicher Bedeutung – machte die Stadt zu einem fortwährenden Streitobjekt zwischen Kaisertum und römischen Kirche. In diesem Zusammenhang entwickelten sich innere Streitigkeiten zwischen den mächtigsten Familien, die traditionsgemäß in Ghibellinen und Guelfen geteilt waren. Aus diesen Kämpfen formierten sich Kräfte, die eine selbständige freie Stadt anstrebten.
Die Guelfen riefen die d’Este auf den Plan und binnen kurzer Zeit wurden diese zur mächtigsten Familie der Stadt; sie besiegten mit Hilfe der Venezianer ihre Gegner und übernahmen bald ganz die Kontrolle über die Stadt. 1264 wurde Obizzo II. zum Herrscher der Stadt ausgerufen. Über ein Jahrhundert lang wurde die Alleinherrschaft der d’Este von inneren Streitigkeiten und Konflikten mit dem Papsttum gestört. 1385 wurde dann das Schloss durch Niccolò II. errichtet und Albert erhielt 1391 von Papst Bonifatius IX. das Privileg, eine Universität zu gründen; die Universität Ferrara (Università degli Studi di Ferrara). Niccolò III., Leonello und Borso brachten die Stadt zu weiterer Blüte. Zu dieser Zeit war die Stadt mit ihren Stadtmauern bis zu den heutigen großen Achsen Viale Cavour und Corso Giovecca angewachsen. Ercole I. ließ eine weitere Stadtmauer errichten, und sein Hofarchitekt Biagio Rossetti entwarf die berühmte Addizione Erculea.
Alfonso I., Ercole II. und Alfonso II. verwalteten das Herzogtum mit weniger Glück und verloren es 1597 an den Kirchenstaat. Ferrara wurde darauf eine Grenzprovinz des Kirchenstaates.

## Markgrafen von Ferrara
- Obizzo II. d’Este 1264–1293
- Azzo VIII. 1293–1308
- Aldobrandino II. 1308–1326
- Obizzo III. 1317–1352
- Niccolò I. 1317–1335
- Aldobrandino III. 1335–1361
- Niccolò II. 1361–1388
- Alberto 1388–1393
- Niccolò III. 1393–1441
- Leonello 1441–1450

## Herzöge von Ferrara
- Borso 1450–1471 (Herzog von Modena und Reggio ab 1452, Herzog von Ferrara ab 1471)
- Ercole I. 1471–1505
- Alfonso I. 1505–1534
- Ercole II. 1534–1559
- Alfonso II. 1559–1597